# Gabriele Veneziano
Gabriele Veneziano (Florença, 7 de setembro de 1942) é um físico teórico italiano.

## Pesquisa
Gabriele Veneziano formulou pela primeira vez os fundamentos da teoria das cordas em 1968, quando descobriu uma imagem de cordas que poderia descrever a interação de partículas fortemente interagindo. Veneziano descobriu que a função Beta de Euler, interpretada como uma amplitude de espalhamento, tem muitas das características necessárias para explicar as propriedades físicas de partículas que interagem fortemente. Essa amplitude, conhecida como amplitude de Veneziano, é interpretada como a amplitude de espalhamento para quatro táquions de corda aberta. Em retrospecto, este trabalho é agora considerado a fundação da teoria das cordas, embora na época não fosse aparente que a imagem das cordas levaria a uma nova teoria da gravidade quântica.
O trabalho de Veneziano levou a uma intensa pesquisa para tentar explicar a força forte por uma teoria de campo de cordas com cerca de um férmi de comprimento. A ascensão da cromodinâmica quântica, uma explicação rival da força forte, levou a uma perda temporária de interesse nas teorias das cordas até a década de 1980, quando o interesse foi revivido.
Em 1991, ele publicou um artigo que mostra como um modelo cosmológico inflacionário pode ser obtido a partir da teoria das cordas, abrindo assim a porta para uma descrição dos cenários cosmológicos das cordas pré-big bang.